# Dochodzenie (film)
Dochodzenie – amerykański film z 2002 roku na podstawie artykułu prasowego Mark of the Murder Mike'a McAlary'ego.

## Główne role
- Robert De Niro – Vincent LaMarca
- Frances McDormand – Michelle
- James Franco – Joey
- Eliza Dushku – Gina
- William Forsythe – Spyder
- Patti LuPone – Maggie
- Anson Mount – Dave Simon
- John Doman – Henderson
- Brian Tarantina – Snake
- Drena De Niro – Vanessa Hansen